# Dayanita Singh
Dayanita Singh (ur. 18 marca 1961 w Nowym Delhi) – indyjska fotografka.

## Życiorys
Studiowała komunikację wizualną w National Institute of Design w Ahmedabadzie, a później fotografię dokumentalną w International Center of Photography w Nowym Jorku. Karierę rozpoczęła jako fotoreporterka. Przeszła na emeryturę pod koniec lat 90. XX wieku.
Opublikowała czternaście książek. Jej późniejsze prace to seria mobilnych muzeów, które pozwalają na nieskończoną edycję, sekwencjonowanie, archiwizację i wyświetlanie jej zdjęć. Przedstawiają fotografie jako połączone ze sobą zbiory prac, pełne zarówno poetyckich, jak i narracyjnych możliwości. Stworzyła wiele „obiektów książkowych” – dzieł będących jednocześnie książkami, obiektami artystycznymi, wystawami i katalogami.
Jej prace pokazywane były m.in. w Hayward Gallery w Londynie (2013). Museum für Moderne Kunst we Frankfurcie (2014), Art Institute of Chicago (2014) i Kiran Nadar Museum of Art w Nowym Delhi (2016).

## Publikacje
- Box 507, Spontaneous, New Delhi
- Box of Shedding, Spontaneous, New Delhi
- BV Box, Spontaneous, New Delhi
- Pothi Box, Spontaneous, New Delhi
- Kochi Box, Spontaneous, New Delhi
- Museum of Chance Book Object

- File Room Book Object

### Książki wydawane przez Singh
- Zakir Hussain, Himalaya, 1986[8]
- Myself Mona Ahmed, Scalo, 2001[9]
- Privacy, Steidl, 2004[10]
- Go Away Closer, Steidl, 2006
- Sent a Letter, Steidl, 2008
- Blue Book, Steidl, 2009
- Dream Villa, Steidl, 2010
- House of Love, Radius & Peabody Museum 2011[11]
- File Room, Steidl, 2013
- Museum of Chance, Steidl, 2015
- Museum Bhavan, Steidl, 2017
- Zakir Hussain Maquette, Steidl, 2019[12]